# Pentatló modern

Pictograma del pentatló modern

El pentatló modern («pentatló», del grec πεντά (penta) 'cinc'+ αθλος (athlos) 'competició''; i «modern», per distingir-lo del pentatló greco-romà de l'antiguitat) és un esport combinat que consisteix a efectuar cinc disciplines: esgrima, natació (200 metres lliures), tir, camp a través (3.000 m) i equitació en tres o quatre dies consecutius, en què guanya qui obté la puntuació total més alta.
Les competicions acostumen a començar amb 20 tirs amb una carrabina d'aire comprimit, segueixen amb combats d'esgrima d'un minut tots contra tots, després es fan les curses de natació en estil lliure, el concurs de salts d'obstacles amb un cavall que s'ha sortejat vint minuts abans, i una cursa atlètica de migfons camp a través.
La disciplina va ser iniciativa personal de Pierre de Coubertin, el creador dels Jocs Olímpics moderns, que en aquell moment era alhora el president del Comitè Olímpic Internacional (COI). Aquell mateix any, aquesta institució la va incloure al programa olímpic i va debutar als Jocs Olímpics d’Estocolm de 1912. Des d’aquell moment, ha format part de tots els Jocs fins l’actualitat.
Així mateix, el pentatló modern és un esport simbòlic de l'esdeveniment, en els sentit que les cinc anelles que conformen el símbol olímpic estan inspirades en les cinc proves que conformen la disciplina.

## Format

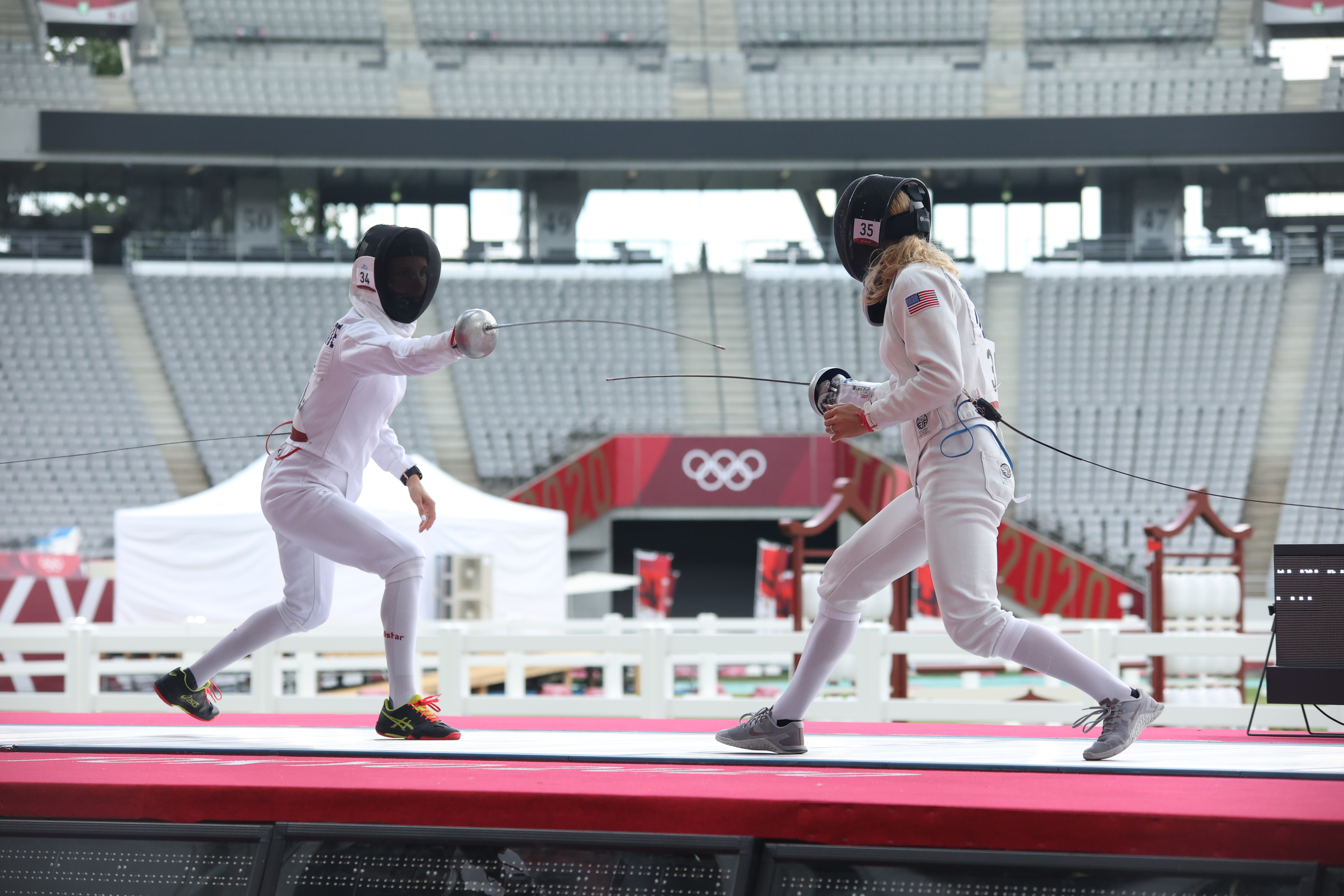

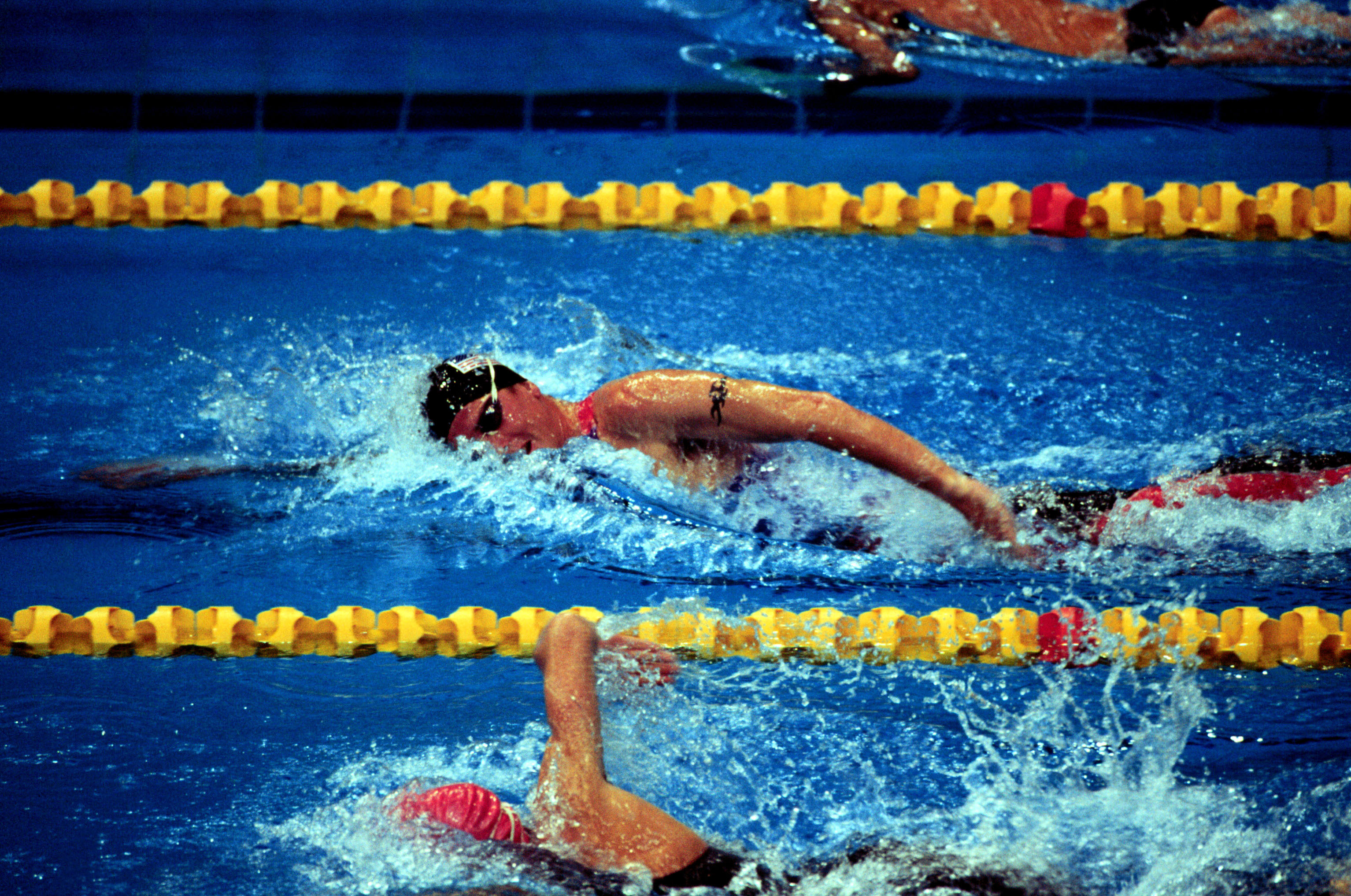

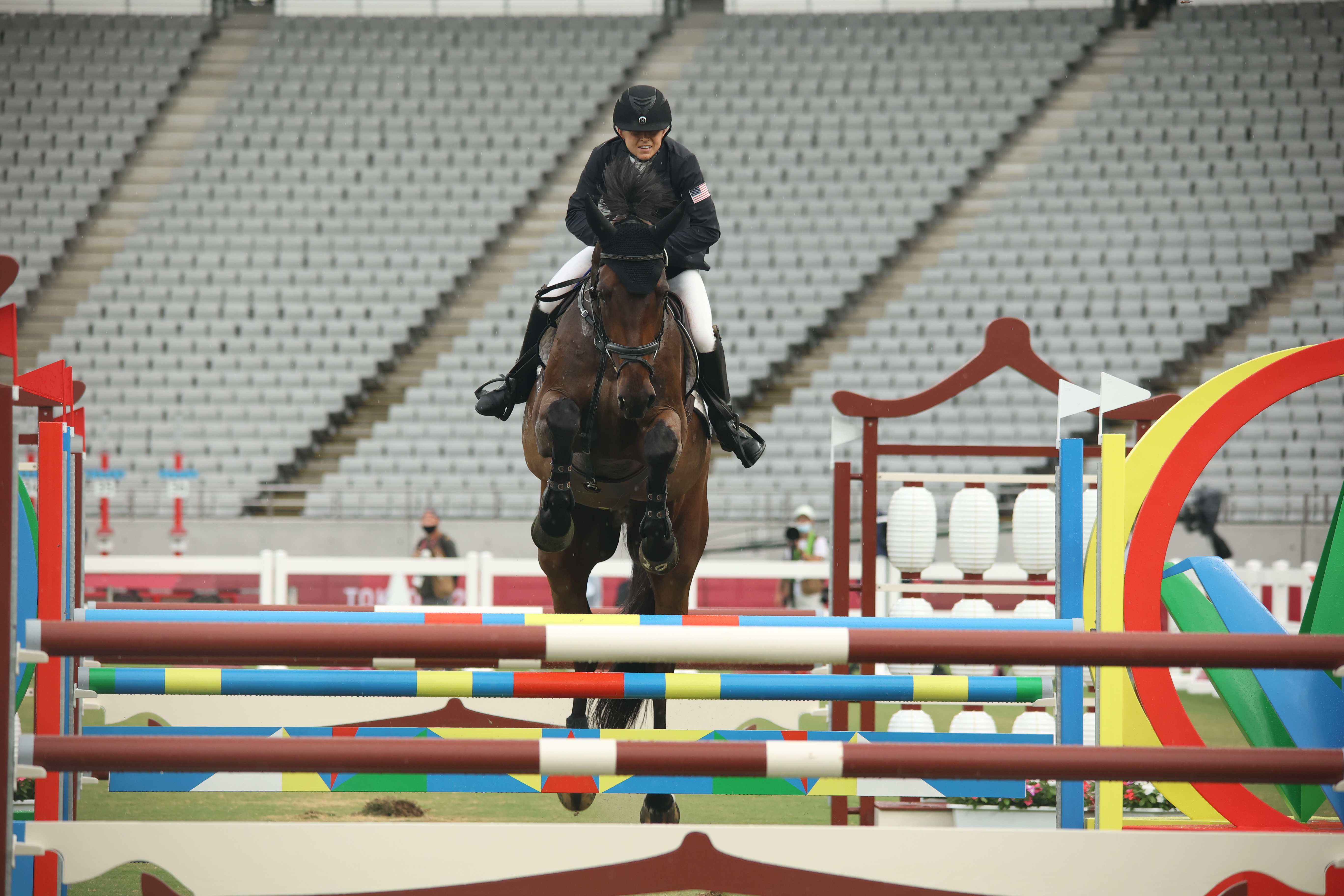

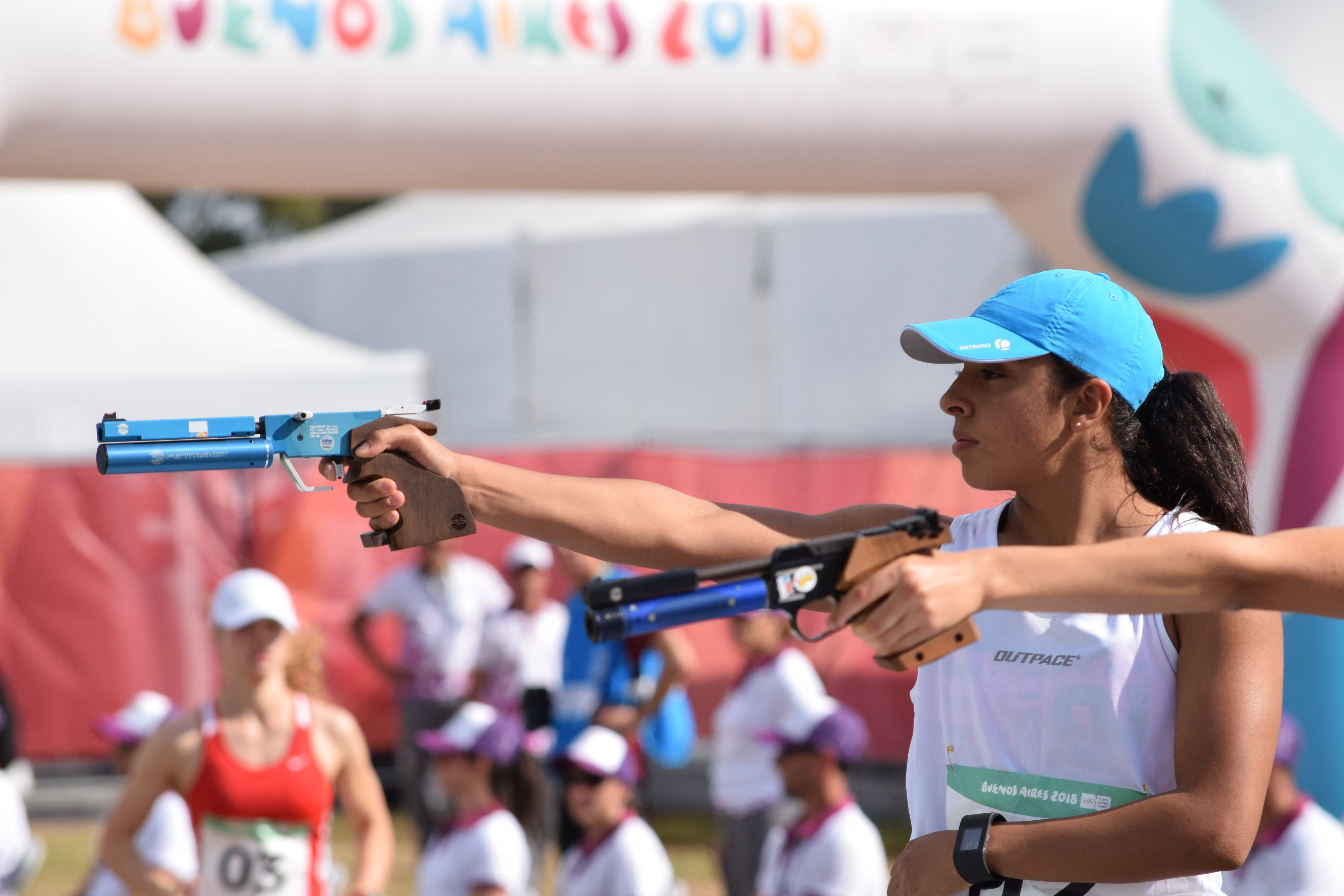

Al llarg de la història el format del pentatló modern sovint ha anat canviant. El que es descriu a continuació és el que es va establir als Jocs Olímpics d’estiu de Tòquio 2020.
- Esgrima: Se’n fan dues rondes, totes dues amb espases elèctriques. A la primera, els atletes s’enfronten entre ells en combats d’un minut de duració o fins al primer cop. Si un combat exhaureix aquest temps, tots dos atletes el perden. Per a cada victòria s’apunten punts diferents: per exemple, un atleta que guanya el 70% dels combats disputats rep 250 punts. A la segona ronda el temps límit es redueix a 45 segons i l’atleta que perd un combat queda eliminat.
- Natació: Es fa una única competició de 200 metres lliures.[6] S’estableixen 250 punts quan s’assoleix un temps de 2 minuts i 30 segons i, des d’aquí, se sumen punts si el temps és més ràpid i es resten si és més lent.
- Equitació: Els atletes han de fer una cursa de salts d’obstacles amb 12 obstacles. Competeixen amb un cavall desconegut i disposen de 20 minuts per practicar amb l’animal. En completar la cursa obtenen 300 punts menys els que es puguin deduir de les penalitzacions.
- Cursa i tir combinats: En aquesta disciplina final, els temps de sortida dels atletes es determinen per la puntuació total obtinguda en les anteriors. Comença el que té la puntuació més alta i la resta surten un a un amb una diferència d’un segon. Corren una distància de 3.200 metres, aturant-se quatre vegades per disparar als objectius amb una pistola làser.[7] Els atletes han de romandre davant de cada diana fins que hagin encertat cinc vegades (amb un nombre il·limitat de temps) o bé fins que hagin passat 70 segons.[8][9]

## Història

### Orígens

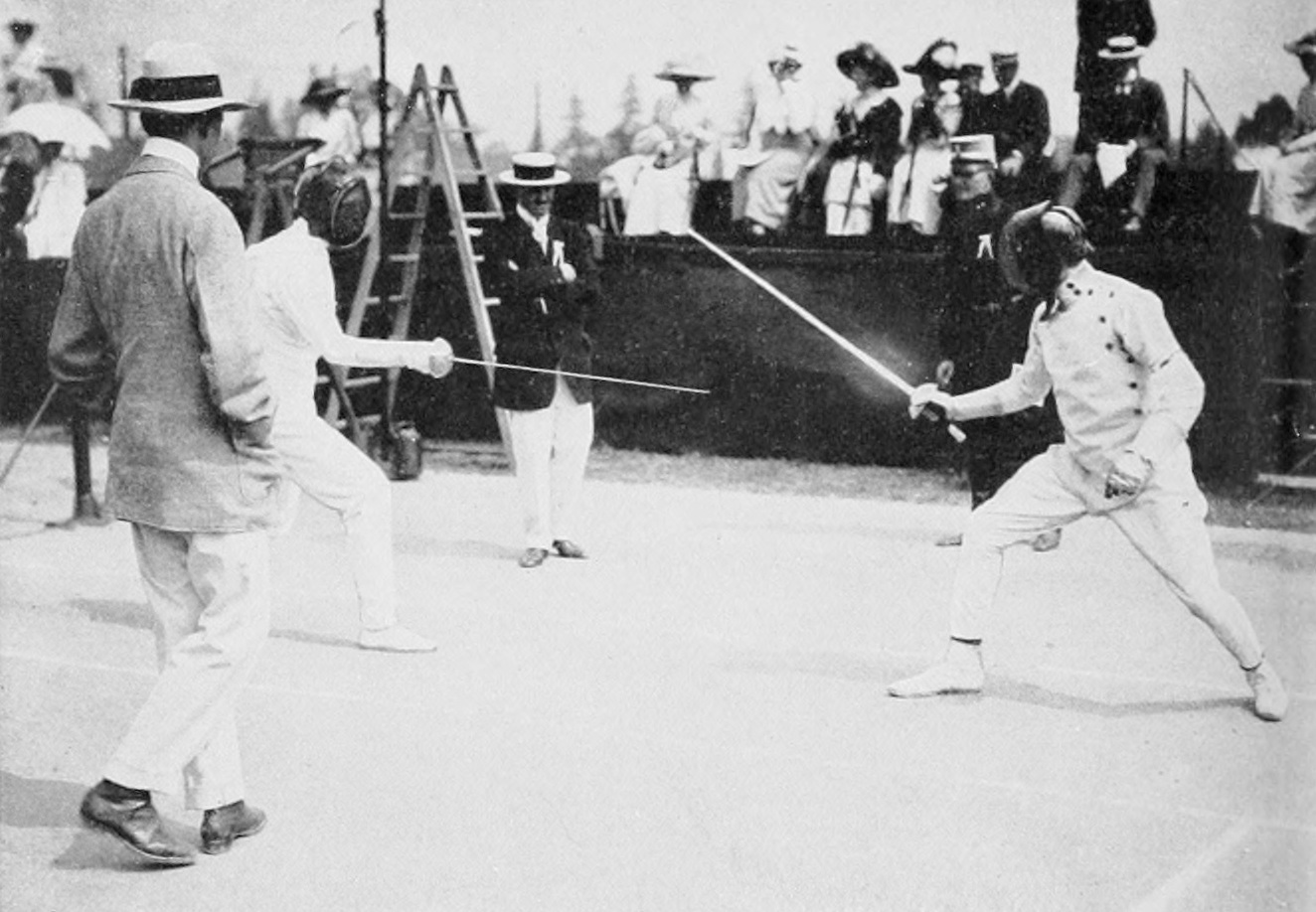
Un dels assalts en la prova d'esgrima del pentatló modern dels Jocs Olímpics d'Estocolm de 1912. A l'esquerra, Jean de Mas Latrie; a la dreta, George Patton.

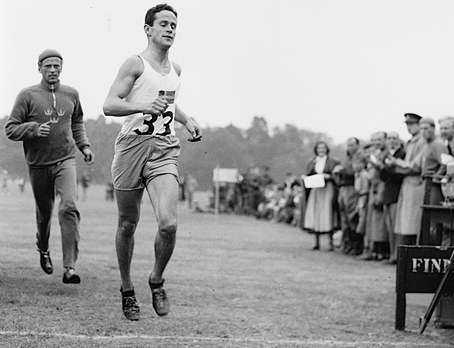
Arribada a la meta del suec William Grut en la prova de la carrera camp a través als Jocs Olímpics de Londres de 1948.

Les seves arrels es remunten als Jocs Olímpics de l'antiga Grècia de l'any 708 abans de Crist, quan aquest esport incloïa les disciplines de llançament de disc i javelina, salt de llargada, cursa a peu i lluita. El Baró Pierre de Coubertin, creador dels Jocs Olímpics Moderns i president del COI, cercava un esport que combinés força, tècnica i personalitat, on destaqués el prototip del superatleta, i inspirat en el pentatló antic. L'any 1909 va idear una nova disciplina que de seguida el COI va incorporar al programa olímpic, de manera que als Jocs Olímpics d'Estocolm de 1912 el pentatló modern va debutar. Tanmateix, malgrat que la majoria de les fonts afirmen que el creador del pentatló modern va ser el baró Pierre de Coubertin, la investigadora Sandra Heck va concloure que Viktor Balck, el president del Comitè Organitzador dels Jocs de 1912, va fer ús de la llarga tradició dels esdeveniments multiesportius militars suecs per crear el pentatló modern.
El nom pentatló deriva del grec i significa "concurs de cinc proves". L'addició de modern al nom té per objecte distingir-lo del pentatló original dels Jocs Olímpics antics, que consistia en la cursa a peu d'estadi, la lluita, el salt de llargada, la javelina i el disc. De la mateixa manera que els esdeveniments de l'antic pentatló s’havien inspirat en les habilitats del soldat ideal per defensar una fortificació d'aquella època, Coubertin va crear el concurs en funció de les competències que considerava que havia de tenir un soldat de cavalleria del segle XIX darrere de les línies enemigues: havia de muntar un cavall desconegut si el seu havia caigut, lluitar contra els enemics amb pistola i espasa, nedar per passar els rius i córrer camp a través per tornar amb els seus propis soldats. Així, va idear una competició que constaria de cinc proves: tir esportiu (amb pistola), esgrima, natació, equitació i carrera a camp a través. L’ordre de les proves, i el número de jornades en què es disputarien, així com el sistema de puntuació, variarien al llarg del temps.
| « | Una altra novetat va ser la creació del “Pentatló Modern”. (...) Aquesta vegada, la gràcia de l'Esperit Sant esportiu va il·luminar els meus companys i van acceptar un esdeveniment al qual vaig donar un gran valor: un autèntic sagrament de l'atleta complet, el Pentatló modern hauria d'incloure: una cursa a peu, un cursa a cavall, una cursa de natació, una lluita d'espases i finalment una prova de tir per la qual hauria preferit substituir una cursa de rem, però això hauria complicat molt l'organització ja força complicada. Des de llavors, el Pentatló modern ha aconseguit un èxit creixent sense que s'hagin realitzat mai les meves intencions reals: rutes desconegudes pel competidor, esdeveniments que se succeeixen gairebé sense interval, cavalls proporcionats pel país organitzador i sortejats a l'últim moment, és a dir, els que haurien de opinió, donar al conjunt un caràcter educatiu de primer ordre. Una oposició de castes s'ha aixecat perpètuament contra aquesta manera de veure les coses i ha acabat portant els actuals organitzadors a l'oblit total del respecte als principis marcats pel creador del Pentatló. | » |
| — Pierre de Coubertin, Mémoires olympiques, éd. Bureau International de Pédagogie Sportive, 1931, p. 111-112 | |   |

Tot i que l'objectiu principal era dissenyar una disciplina educativa desproveïda d'objectius bel·licistes, originalment només els competidors amateurs, és a dir, els oficials de cavalleria de classe alta, podien competir en el pentatló modern als Jocs Olímpics. L'esdeveniment es va disputar per primera vegada als Jocs Olímpics d'estiu de 1912 i el va guanyar el suec Gösta Lilliehöök, mentre que George Patton, el futur general nord-americà de la Segona Guerra Mundial, va acabar cinquè. Als Jocs de 1912, com que només competien oficials aficionats, es va permetre als competidors utilitzar els seus propis cavalls, però a partir de 1920 el desig del baró de Coubertin en aquest àmbit es va fer realitat i a cada candidat se li va lliurar un cavall per sorteig.

### Pentatló modern als Jocs Olímpics
El pentatló modern que es va incorporar als Jocs Olímpics d’Estocolm de 1912 era únicament una disciplina masculina. Quaranta anys més tard, als Jocs Olímpics d’Helsinki de 1952, es va afegir la competició masculina per equips formats per tres atletes, que es va mantenir fins als Jocs Olímpics de Barcelona de 1992. La competició femenina individual es va introduir en els Jocs Olímpics de Sidney de l’any 2000.
Al llarg dels anys, l’ordre de les proves i el número de dies de competició han variat. Als Jocs Olímpics d’Estocolm de 1912 i als de París de 1924 es van desenvolupar en sis jornades, però a partir dels Jocs Olímpics d’Amsterdam de 1928 i fins als de Moscou de 1980 es va dedicar un dia per a cadascuna de les cinc proves. En canvi, als Jocs Olímpics de Los Ángeles de 1984 es va canviar a quatre jornades i es va introduir el sistema de hàndicap en la puntuació, per tal d’escurçar el temps entre proves i impedir el dopatge entre els competidors. A partir dels Jocs d’Atlanta de 1996 el concurs sencer es va fer en una única jornada per motius d’imatge comercial.
Malgrat que el pentatló modern havia assolit una molt bona reputació al llarg dels anys, i que es tractava de l’únic esport que havia estat ideat específicament per als Jocs Olímpics moderns, l’any 2002 el Comitè Olímpic Internacional va decidir retirar-lo amb l’argument de la manca de participació dels països i dels pentatletes, als quals els representava una gran despesa, una alta complexitat operativa i una cobertura mediàtica relativament baixa. Tot i així, finalment el 2005 el mateix comitè decidia mantenir-lo en el programa olímpic com a mínim fins als Jocs Olímpics de 2012. Amb la voluntat de captar nous atletes, afeccionats, públics i audiències, el 2008 es va fer una revisió i modificació del reglament de les proves.
Pel que fa als èxits assolits, els primers a dominar el pentatló modern van ser els atletes suecs, que van aplegar medalles entre 1912 i 1936, quan per primer cop va guanyar la competició un atleta alemany. A partir dels anys seixanta el domini va recaure en els atletes húngars i soviètics, més tard russos, tant individualment com en la competició per equips. Fins avui, el medallista de més edat ha estat el soviètic Pavel Ledniov, que en obtenir la medalla als Jocs Olímpics de Moscou de 1980 tenia 37 anys. El més jove ha estat Anatoly Starostin, també soviètic, que en aquells mateixos Jocs va obtenir l’or individual amb només 20 anys.

### Organització institucional del pentatló modern
A nivell mundial, aquest esport va ser administrat directament pel Comitè Olímpic Internacional fins a l'any 1948, quan es va crear la Unió Internacional de Pentatló Modern (UIPM), amb seu a Mònaco.1
1https://www.uipmworld.org/home
A nivell mundial, aquest esport va ser administrat directament pel Comitè Olímpic Internacional fins a l'any 1948, quan es va crear la Federació Internacional de Pentatló Modern (UIPM), amb seu a Mònaco. Aquest fet va possibilitar que l’esport, a més de formar part del programa dels Jocs Olímpics, s’incorporés al calendari de competicions regulars a nivell nacional, continental i internacional. Així, el 1949 es va celebrar el primer campionat mundial a Estocolm i a partir d’aquest moment es va començar a disputar anualment, únicament per a homes.
Arran de la incorporació del biatló en els Jocs Olímpics d’hivern de 1960, la UIPM es va encarregar d’organitzar les competicions internacionals del nou esport, passant a denominar-se Unió Internacional de Pentatló Modern i Biatló (UIPMB). L’organització es va reorganitzar administrativament el 1993 i el 1998 es va crear una nova entitat per responsabilitzar-se del biatló.
Actualment el pentatló modern és present a més de 115 països a través de les seves federacions nacionals i s’inclou en altres certàmens com els Jocs Asiàtics, els Jocs Panamericans o els Jocs Centreamericans i del Carib. Igualment, està previst que s’incopori en els Jocs Balcànics i en els Jocs Mediterranis.
A Catalunya la Federació Catalana de Pentatló Modern es va crear el 1982.

## Crítiques
La inclusió del pentatló modern als Jocs Olímpics d'estiu ha estat sovint criticada per ser obscura, impopular i complexa, sobretot perquè el COI limita els Jocs Olímpics d'estiu a 28 disciplines.
El canvi a un format d'un dia a la dècada de 1990 va ser criticat per canviar el caràcter estable del pentatló modern a una competició més ràpida.
S'ha criticat el tir amb pistola làser per alterar massa radicalment la naturalesa de les habilitats requerides. El New York Times va preguntar si s'hauria de canviar el nom per "tetrathlon" atès que dues de les cinc disciplines s'havien combinat en un mateix esdeveniment. Segons la UIPM, el canvi es va implantar per reduir els riscos propiciats per l'ús d'armes de foc i, així, poder apropar els espectadors.